# Ronn Moss
Ronald Montague "Ronn" Moss, född 4 mars 1952 i Los Angeles, Kalifornien, är en amerikansk musiker och skådespelare.
Bildade tillsammans med tre andra musiker under 1970-talet rockgruppen Player. Gruppen fick ett skivkontrakt med RSO Records 1977. 1980 nådde låten "Baby Come Back" första plats på Billboardlistan. Ronn Moss lämnade gruppen 1981 för att satsa på en skådespelarkarriär. Hans första film hette Hearts and Armor. 1995 återförenades Player och Moss spelade in ny musik med gruppen.
Ronn Moss är skild från skådespelerskan Shari Shattuck, som bl.a. har spelat en roll i The Young and the Restless. De har tillsammans två döttrar: Creason Carbo (född 26 februari 1994) och Calee Maudine (född 19 november 1998).
Moss spelade rollen som Ridge Forrester i Glamour sedan starten 1987 fram till år 2012.